# Marie Janson
Marie Anne Augustine Janson, ook gekend als Marie Spaak-Janson of Marie Spaak (Brussel, 23 juli 1873 - Ukkel, 8 maart 1960), was een Belgisch socialistisch politicus en de eerste vrouw ooit die zetelde in de Belgische Senaat.

## Levensloop
Marie Janson kwam uit een politieke familie. Zij was een dochter van Paul Janson, een van de leidende figuren van de progressieve vleugel van de liberale beweging in die tijd, en van Anne Amoré, onderwijzeres aan de school Gatti de Gamond. Haar broer Paul-Emile werd eerste minister en kwam om in een Duits concentratiekamp.
Janson liep school bij Isabelle Gatti de Gamond en werd regentes. Ze huwde met advocaat en schrijver Paul Spaak, waarmee ze vier kinderen kreeg onder wie politicus en regeringsleider Paul-Henri Spaak en scenarioschrijver Charles Spaak. In de jaren dertig leefde het echtpaar gescheiden.
Tijdens de Eerste Wereldoorlog was Marie Janson actief als maatschappelijk werkster en werd ze lid van de BWP.
In 1921 werd ze verkozen in de gemeenteraad van haar woonplaats Sint-Gillis en bleef dit tot in 1955.
In 1921 werd ze door de partijtop, onder leiding van Emile Vandervelde, verkozen om als gecoöpteerd senator te gaan zetelen. Daarmee was ze de allereerste vrouw in de Belgische Senaat. Maar liefst 26 jaar voor er vrouwenstemrecht werd ingevoerd in België. Zij bleef gecoöpteerd senator tot op 85-jarige leeftijd in 1958. Als ouderdomsdeken zat ze de openingszittingen voor in 1952-1953 tot 1956-1957.
In 1922 stichtte ze, met Arthur Jauniaux, de Socialistische Vooruitziende Vrouwen. Ze was lid van het Nationaal comité van socialistische vrouwen en voorzitster van de Nationale liga van gilden van coöperatrices (1926-1952). Ze was actief in L'orphelinat Rationaliste en hielp mee Joodse kinderen beschermen tijdens de Tweede Wereldoorlog.
Haar kleindochter Antoinette Spaak trad in haar voetsporen en werd de eerste vrouw ooit die een Belgische politieke partij leidde, het FDF.

## Eerbetoon
In Sint-Gillis is een plein naar haar vernoemd.